# Lawrence Atkinson
Lawrence Atkinson (Chorlton-on-Medlock, 27 janvier 1875 - Neuilly-sur-Seine, 21 septembre 1931) est un peintre, sculpteur, poète et compositeur britannique. Il fut proche du vorticisme.

## Biographie
Lawrence Atkinson est né à Chorlton-on-Medlock, un des quartiers de Manchester, le 27 janvier 1875. Doué pour le chant lyrique, il décide d'en faire sa carrière.
Le 21 décembre 1904, Richard Strauss l'accompagne au piano au Schiller-Anstalt de Manchester où il chante des lieds. Sa carrière d'interprête prend fin en juillet 1905, quand il est victime d'un grave accident ferroviaire qui lui laisse des séquelles, mais il survit en donnant des cours de musique (piano et chant).
Vers 1911-1912, il est à Paris, où il étudie la peinture sous la direction de l'artiste écossais John Duncan Fergusson à l'Académie de la Palette, puis revient en Angleterre, s'installe à Londres où il commence à produire une série de paysages sur toile, dans un style marqué par Henri Matisse et le fauvisme ; la plupart de ces travaux auraient été perdus.
En octobre 1912, il expose à la Stafford Gallery (Londres) avec les artistes du postimpressionnisme français et affiliés, réunis par Roger Fry : il y retrouve Kate Lechmere (en), également peintre, et à qui il donnait des cours de piano.
En 1913-1914, par le biais de Lechmere, il rencontre le peintre Wyndham Lewis ; son style change radicalement, il commence à peindre des toiles abstraites, fortement marqué par Umberto Boccioni. Il expose à New York invité par l'Allied Artists’ Association, puis, à Londres, au Rebel Art Center en mars 1914 et en juillet 1915 à la Doré Gallery avec les vorticistes ; toutefois, même s'il admire Ezra Pound, il semble qu'il ait poursuivi sa carrière en toute indépendance d'esprit, recherchant à fonder un centre d'art où toutes les formes d'expression auraient pu cohabiter.
En 1918, il illustre avec une de ses compositions (The Sky Pilot) la couverture de la revue Wheels éditée par Edith Sitwell ; il publie également des poèmes modernistes et rencontre Aldous Huxley, proche d'Osbert Sitwell. En septembre 1919, une de ses natures mortes, très abstraite, illustre la revue anglaise Coterie. 
En 1921, il remporte le premier prix de sculpture au Salon de Milan avec une pièce en albatre intitulée L'Oiseau.
Il meurt à Neuilly-sur-Seine le 21 septembre 1931.
En 1956, la Tate London réunit les productions de la plupart des artistes proches du vorticisme et montre plusieurs sculptures de Lawrence Atkinson réalisées dans les années 1920, dans un style abstrait.